# Сијенке (музичка група)
Сијенке је црногорски синт-поп бенд, познат по свом карактеристичном звуку и активном присуству на регионалној музичкој сцени. Бенд су основали Марко Тодоровић и Радован Рашо Раичевић, а додатни чланови су Милан Поповић и Борис Пажин.

## Историја
Радован из Подгорице, који се од раније бавио реп музиком и DJ-ingom, и Марко из Котора, који је већ стварао амбијенталну и инди музику (The Common Shrew), удружили су снаге не слутећи куда ће их пут одвести 2020. године, током које су и настајале песме са њиховог првог албума. Бенд је дебитовао 2021. године са сингловима „Гледам небо” и „Не могу да замишљам,” који су стекли значајну пажњу и довели до издања њиховог првог албума, Из сијенке. По њиховим речима, назив “Из сијенке” симболизује појављивање, долазак ниоткуда, неочекивано, јер тако замишљају долазак бенда на музичку сцену.

### Музички стил и утицаји
Сијенке су познате по свом јединственом синт-поп звуку који комбинује електронске елементе са поп музиком. Њихов стил је често упоређиван са савременим европским синт-поп бендовима, а инспирацију црпе из различитих музичких жанрова, укључујући рок и поп музику.

## Дискографија
- Из сијенке (2021): Деби албум који укључује хит синглове „Гледам небо” и „Не могу да замишљам”. Албум је издат под етикетом „Више мање заувијек”.[1]
- Момак ѕа испомоћ (2025): Други студијски албум такође издат под етикетом „Више мање заувијек”.[6]

### Познати синглови
- „Гледам небо” (2021)
- „Не могу да замишљам” (2021)
- „Ко сам ја?” (2022)
- „Сузе од крокија” (2024)
- "Бумеранг" (2025)

### Сарадње
Песма „Не могу да замишљам” је била саундтрек за филм Рикверц. Видео спот за ову песму настао је у сарадњи са режисером Андријом Мугошом и Факултетом драмских умјетности на Цетињу.
Спот ѕа песму „Бумеранг” реализовао је Ецхо теам а режирао Федор Козлов.

## Награде и признања
- Muzzik Video Awards 2021: Номинација у категорији „Видео новог извођача” за песму „Не могу да замишљам”.[8]